# Alessandro di Damasco
Alessandro di Damasco (Damasco, ... – ...; fl. II secolo) è stato un filosofo romano vissuto nel II secolo d.C.
Durante l'impero di Marco Aurelio, forse nel 176, in occasione delle sovvenzioni del governo romano a favore della scuola di Atene, Alessandro fu nominato professore di filosofia peripatetica. 
Peripatetico e platonico, fu maestro di Flavio Boeto. Fu forse l'autore delle διαδοχαὶ τῶν ϕλοσόϕων (Successioni dei filosofi); come altri probabili autori vengono indicati Alessandro di Ege o Alessandro Poliistore.
Galeno ne parla in modo inimichevole probabilmente per l'ostilità reciproca di cui si fa menzione anche nella filosofia araba che nomina un Alessandro di Afrodisia, ma quasi certamente si tratta di quello di Damasco.